# Louis K. Church

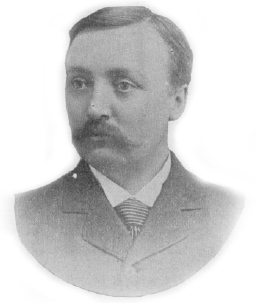
Louis K. Church

Louis Kossuth Church (* 11. Dezember 1846 in Brooklyn, New York City; † 25. November 1898 in Juneau, District of Alaska) war ein US-amerikanischer Politiker und von 1887 bis 1889 der 9. Territorialgouverneur im Dakota-Territorium.

## Frühe Jahre
Louis Church besuchte das Hudson River Institute in New York und studierte anschließend Jura. Nach seinem Examen und seiner Zulassung als Rechtsanwalt begann er in seinem neuen Beruf zu praktizieren. Church war Mitglied der Demokratischen Partei und wurde im Jahr 1882 in das Landesparlament von New York gewählt. Dort schloss er mit dem Republikaner Theodore Roosevelt Freundschaft. Gemeinsam unterstützten sie den Demokratischen Gouverneur des Staates Grover Cleveland in dessen erfolgreichem Kampf gegen die Tammany-Gesellschaft. Nach seiner Wahl zum US-Präsidenten zeigte sich Cleveland erkenntlich und ernannte Church zum Richter im dritten Gerichtsbezirk des Dakota-Territoriums. Nach dem Rücktritt von Gilbert A. Pierce vom Amt des Territorialgouverneurs wurde Church von Präsident Cleveland zu dessen Nachfolger ernannt. Er war der erste Gouverneur des Territoriums, der der Demokratischen Partei angehörte.

## Territorialgouverneur
Louis Church trat sein neues Amt am 21. Februar 1887 an. In Dakota war seine Ernennung nicht auf ungeteilte Zustimmung gestoßen, weil einige demokratische Politiker lieber Frank Ziebach, einen lokalen Politiker, in diesem Amt gesehen hätten. Als Gouverneur war er sehr sparsam und hinterfragte jede Gesetzesvorlage. Zusammen mit den früheren Gouverneuren Nehemiah G. Ordway und John L. Pennington widersetzte er sich dem Plan, das Territorium in zwei separate Staaten (North und South Dakota) aufzuspalten. Diese Aufspaltung war aber von der Republikanischen Partei gewollt, die sich von dem Beitritt zweier vermeintlich republikanischer Staaten zu den USA eine größere Mehrheit im US-Kongress versprach. Nachdem Präsident Cleveland die Präsidentschaftswahlen gegen den Republikaner Benjamin Harrison verloren hatte, fand Church in Washington keinen politischen Rückhalt mehr. Auch in Dakota nahm die Opposition gegen seine Politik, besonders in der Frage der Teilung des Territoriums, zu. Vier Tage nach der Amtseinführung von Präsident Harrison trat Church am 9. März 1889 von seinem Amt zurück.

## Weiterer Lebenslauf
Nach seinem Rücktritt wurde Church in Huron in South Dakota Rechtsanwalt. Später zog er nach Seattle im Staat Washington. Louis Church starb im Jahr 1898 während einer Reise nach Alaska an Lungenentzündung.